# Piosenka dla Europy
Piosenka dla Europy (Una canción para Europa) es la preselección nacional que determina la canción que representará a Polonia en el Festival de la Canción de Eurovisión. La primera edición de este certamen fue en 2003, - anteriormente la Televisión Polaca (TVP) había escogido sus representantes mediante Selección interna - y a partir de entonces se ha realizado anualmente, excepto en 2005, cuando la TVP elige nuevamente a sus representante mediante Selección interna.

## Ganadores
| Año  | Canción                      | Artista(s)    | Compositor(es)                                                              | Posición en Eurovisión |
| ---- | ---------------------------- | ------------- | --------------------------------------------------------------------------- | ---------------------- |
| 2003 | Keine Grenzen-Żadnych granic | Ich Troje     | André Franke, Jacek Łągwa, Michał Wiśniewski, Joachim Horn-Bernges          | 7.o                    |
| 2004 | Love song                    | Blue Café     | Paweł Rurak-Sokal, Tatiana Okupnik                                          | 17.o                   |
| 2006 | Follow my heart              | Ich Troje     | André Franke, Michał Wiśniewski, Real McCoy, Wiliam Lennox, Nikolai Galanov | SF: 11.o               |
| 2007 | Time to party                | The Jet Set   | Mateusz Krezan, Kamil Varen, David Junior Serame                            | SF: 14.o               |
| 2008 | For life                     | Isis Gee      | Isis Gee                                                                    | 24.o                   |
| 2009 | I don't wanna leave          | Lidia Kopania | Rike Boomgaarden, Bernd Klimpel, Alex Geringas, Dee Adam                    | SF: 12.o               |